# 高斯年
高斯年的定義是 365.2568983 天，他是卡爾·高斯在太陽系的動力學研究中所採用的恆星年數值，與現在所採用的恆星年長度有些微的不同，因此給予了專有的名稱。
一個質量可以忽略的質點，以上述的週期環繞一個太陽質量的天體，他的平均軌道距離是1天文單位。這個數值也可以由克卜勒行星運動定律的第三定律直接獲得。
{\displaystyle {\mbox{1 Gaussian year}}={\frac {2\pi }{k}}\,}
此處
k 是高斯引力常數。
1976年，國際天文聯會把一天文单位(AU)定义为一颗质量可忽略、公转轨道不受干扰而且公转周期为365.2568983日（即一高斯年）的粒子与一个质量相等约一个太阳的物体的距离，即公转半徑。